# Charles H. Inge
Charles Hamilton Inge (* 31. Oktober 1909; † 1974) war ein britischer Archäologe und Kolonialbeamter.
Inge war der jüngere Sohn eines anglikanischen Priesters aus Streatley in Berkshire.
Er nahm an Ausgrabungen in Palästina teil, zunächst an der Ausgrabung in Samaria-Sebaste, ab 1932 an der in Tell ed-Duwer (Lachisch). Nach der Ermordung von James Leslie Starkey im Januar 1938 leitete er die Grabung bis März 1938, bis Gerald Lankester Harding sie übernahm. Mit diesem und Olga Tufnell bereitete er die Publikation des Fosse-Tempels vor. Nach seiner Heirat ging er während des Zweiten Weltkrieges in die britische Kronkolonie Aden im heutigen Jemen. Hier wurde er Leiter der Antikenverwaltung (Director of Antiquities). 1950 und 1951 überwachte er die Ausgrabungen von Wendell Phillips in Qataban. Er blieb bis zu seiner Pensionierung als „Information Officer“ in Aden, war jedoch nicht mehr auf dem Gebiet der Archäologie tätig und kehrte offenbar nicht zur Archäologie zurück. Das britische Personal verließ Aden 1967. Inge lebte danach in Salisbury.
Er wurde 1941 Mitglied der Society of Antiquaries of London.

## Veröffentlichungen
- mit Olga Tufnell, Gerald Lankester Harding: Lachish II: The Fosse Temple (= The Wellcome-Marston Archaeological Research Expedition to the Near East Publications. Band 2). Oxford University Press, London 1940.